# Chetostoma ermolenkoi
Chetostoma ermolenkoi är en tvåvingeart som beskrevs av Valery Korneyev 1990. Chetostoma ermolenkoi ingår i släktet Chetostoma och familjen borrflugor.
Artens utbredningsområde är Armenien. Inga underarter finns listade i Catalogue of Life.